# 二ノ宮ひな子
二ノ宮 ひな子（にのみや ひなこ）は、高橋留美子の漫画『らんま1/2』、及びそれを原作とするアニメの登場人物。アニメ（OVAのみ）での声優は冬馬由美。

## 人物
風林館高校1年F組の担任を勤める女性教師で、担当授業は英語。風林館高校に赴任するまでは3校の不良高校に勤務し、そのいずれも制圧してきたという噂があり、それを聞きつけた九能校長が、早乙女乱馬への対抗措置として風林館高校に招聘した。
身長そのものはらんまやあかねと同じくらいだが、外見・性格・言動がいずれも子供で、生徒からは「ひなちゃん先生」と呼ばれている。教育熱心ではあるが、子供っぽい性格のため全く授業にならないことが多い。子供っぽさは私生活にも反映されており、住んでいるマンションは非常にメルヘンチックである。しかし、自分の部屋を自分で片付けることができないため部屋の中は荒れ放題である。
流派は「無差別格闘流」。闘気吸引体質を有しており、対戦相手の闘気を根こそぎ吸引できるため、全ての武道家に対してほぼ例外なしに優位に立つことができる作中最強クラスの実力者。体質を除けばそれほど秀でた部分はないが、学校の窓から飛び降りたり畳返しを使用するなど、最低限の身体能力は持っている。吸引した闘気は身体に溜めこまれ、闘気太りにより一時的に体が大人化（アダルトチェンジ）する。大人化しても、内面と言動は子供のままである（声は大人っぽくなる）。
闘気を食い物にするひな子を無差別格闘流を滅ぼしかねないと考えた八宝斎は、乱馬にひな子の闘気吸引体質を解消するように命じる。ひな子に狙われていた乱馬は八宝斎の助言を受け、激戦と誤解と四苦八苦の末に闘気吸引体質解消のツボを押すことに成功するが、闘気吸引体質を解消するためには1か月間毎日根気よくツボを押し続ける（すなわち1か月間毎日勝負を続けて勝つ）必要があると聞かされ、不可能と判断し闘気と気力が尽きて諦めた。
ひな子の流派と体質には八宝斎が深く関わっている。幼少の頃は病弱で、病院への入院を繰り返していた。しかし、それを憂いた八宝斎は闘気吸引のツボを押し、ひな子を闘気吸引体質にした。また、ある程度の武術の基礎も修得、「八宝五円殺」も教わった。闘気を吸引する事で、ひな子は病気を克服し、身体も健康になっていったのである。このように八宝斎は師匠と言える存在であるが、ひな子は八宝斎のことを忘れていた。
家庭訪問で乱馬の父、早乙女玄馬に会うため天道家を訪問した際、天道早雲に優しくされたことから早雲に恋心を抱き、結婚を迫ろうとするが乱馬をはじめとする天道家の三姉妹に邪魔をされ告白までには至っていない。しかし、早雲への想いは断ち切れずその後も天道家を訪問している。なお、早雲はひな子のことを大人化している時は「先生」と言っているが、子供の時はあかねの「友だち」だと思われているため早雲に会う時は大人化している状態で会っている。

### 技
八宝五円殺（はっぽうごえんさつ）
無差別格闘流究極奥義。「よい子の体操第一」。
五円玉を指で挟んだ状態で「邪」「悪」「病」「痛」「魔」の5つのポイントにかざすことにより、五円玉の穴から対戦相手の闘気を吸い取り、闘わずして相手を戦闘不能に陥れる「究極の健康法」。
なお、五円玉に限らず、バスケットボールのゴールなど円形の穴さえあれば使用可能（ひな子いわく「八宝ゴール円殺」）。
八宝五十円殺（はっぽうごじゅうえんさつ）
無差別格闘流究極奥義。「よい子の体操第二」。
八宝五円殺の強化版。五十円玉を用いる。
相手が平常心で闘気を出していない状態でも、相手の闘気を吸引することができる。
八宝つり銭返し（はっぽうつりせんがえし）
八宝五円殺や八宝五十円殺で吸引した闘気を対戦相手に打ち返す。吸引し溜め込んだ闘気の大半を放出してしまうため、一度使うと大人化が解けてしまう。
八宝つり銭怨念バズーカ（はっぽうつりせんおんねんバズーカ）
風林館高校の反省室にある九能校長の胸像の影響で、不良と化したひな子が放った技。
八宝つり銭返しの派生技だが、八宝つり銭返しと違い、闘気を放出してもある程度は大人化を保つことができる。
八宝つり銭怨念百倍返し（はっぽうつりせんおんねんひゃくばいがえし）
風林館高校の反省室にある校長の胸像の影響で、不良と化したひな子が放った技。
八宝つり銭返しの派生技だが、八宝つり銭怨念バズーカ同様、闘気を放出しても大人化を保つことができる。
畳返し（たたみがえし）
無差別格闘流・畳返し。ふとんの上から畳を巻き上げる荒業で、巻き上げた畳を目くらましに使い姿を消す。
子供の姿でも使用できる。